# Jogindarnagar
Jogindarnagar é uma cidade e uma nagar panchayat no distrito de Mandi, no estado indiano de Himachal Pradesh.

## Geografia
Jogindarnagar está localizada a 31° 59′ N, 76° 46′ L. Tem uma altitude média de 1010 metros (3313 pés).

## Demografia
Segundo o censo de 2001, Jogindarnagar tinha uma população de 5046 habitantes. Os indivíduos do sexo masculino constituem 53% da população e os do sexo feminino 47%. Jogindarnagar tem uma taxa de literacia de 79%, superior à média nacional de 59,5%: a literacia no sexo masculino é de 84% e no sexo feminino é de 74%. Em Jogindarnagar, 10% da população está abaixo dos 6 anos de idade.